# Festspielhaus Neuschwanstein

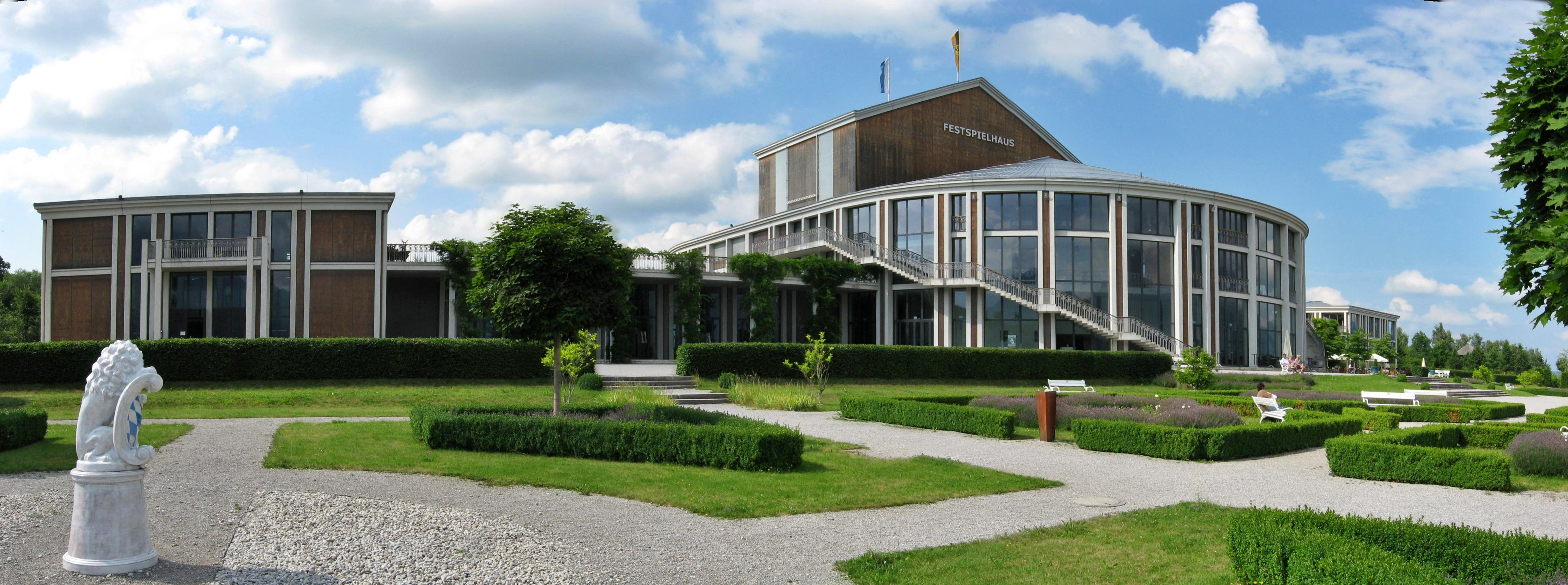
Ludwigs Festspielhaus Füssen (Ansicht von der Uferseite)

Das Festspielhaus Neuschwanstein ist ein privates Musiktheater am Ufer des Forggensees in Füssen. Von der Terrasse des Theaters aus ist das rund vier Kilometer entfernte Schloss Neuschwanstein, der Handlungsort der Ludwig-Musicals dieses Theaters, zu sehen.

## Geschichte des Hauses

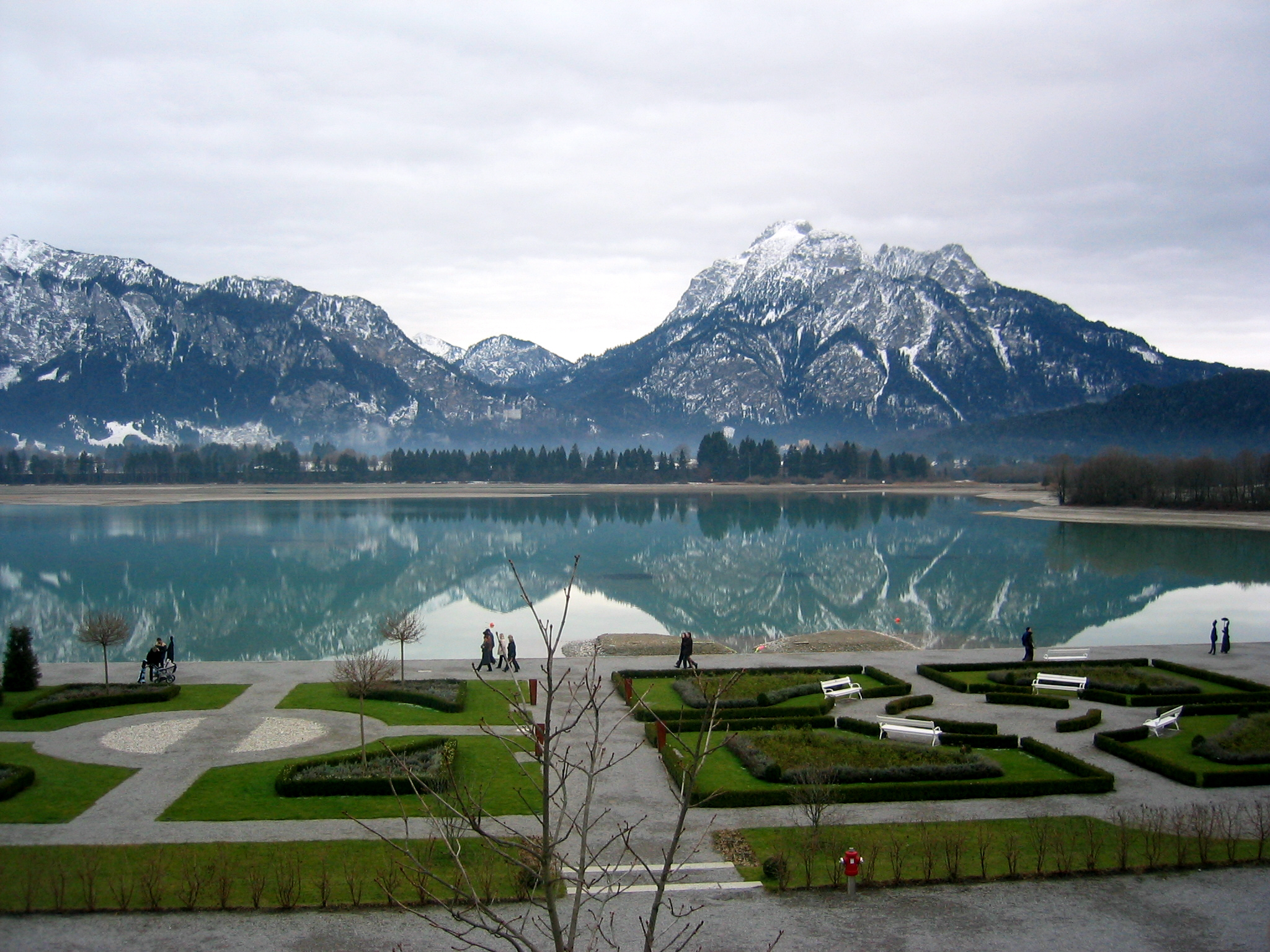
Blick von der Terrasse über den zum Theater gehörenden Garten und den Forggensee zum Schloss Neuschwanstein

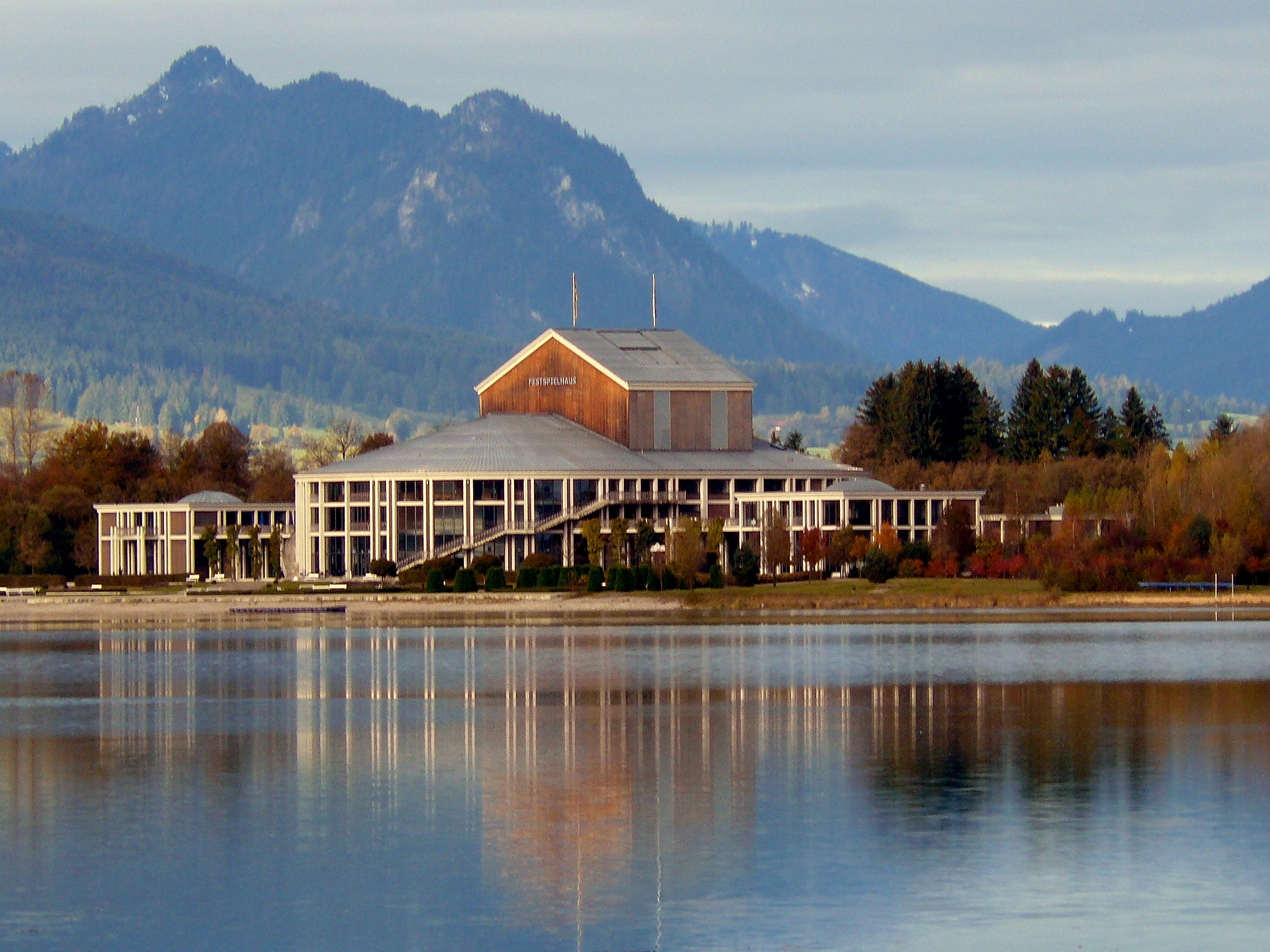
Ansicht vom anderen Forggensee-Ufer bei Schwangau

### Ludwig II. – Sehnsucht nach dem Paradies
Die Idee für ein Musical über Ludwig II. von Bayern in einem eigenen Theater am Originalschauplatz hatte Stephan Barbarino seit Mitte der neunziger Jahre verfolgt, ab 1994/95 mit dem Mannheimer Generalintendanten Ulrich Schwab unter der Bezeichnung Dreamking und von 1996 bis zum Ende 2000 mit Kulturmanager Felix Maria Roehl. Mit dessen Funktion als Vorstand der Ludwig Musical AG & Co. KG wurde das Projekt realisiert. Das Haus wurde als „Musical Theater Neuschwanstein“ von der Architektin Josephine Barbarino entworfen und zwischen 1998 und 2000 erbaut. Am 7. April 2000 wurde mit der weltweit beachteten Uraufführung des Musicals Ludwig II. – Sehnsucht nach dem Paradies von Franz Hummel (Musik), Stephan Barbarino (Text und Regie) und Heinz Hauser (Bühnenbild) das Theater eröffnet.
Ende 2003 musste das Musical aus wirtschaftlichen Gründen abgesetzt werden, obwohl bis dahin 1,5 Millionen Menschen die 1506 Vorstellungen besucht hatten, was einer Durchschnittsauslastung von rund 75 Prozent entspricht.

### Ludwig² – Der Mythos lebt
Am 11. März 2005 wurde in dem im Jahr 2004 in „Festspielhaus Neuschwanstein“ umbenannten Theater ein zweites, vollkommen neu geschaffenes Musical über König Ludwig unter dem Titel Ludwig² – Der Mythos lebt uraufgeführt. Die Musik komponierten Konstantin Wecker, Christopher Franke und Nic Raine, die Texte stammen von Rolf Rettberg, die Produktion leitete Gerd Fischer. Am 1. März 2007 entschieden die Gesellschafter, angesichts der chronisch niedrigen Auslastung und der fehlenden wirtschaftlichen Perspektive den Spielbetrieb einzustellen.

### Das Musiktheater von 2007 bis 2016
Ab dem Sommer 2007 stand das Theater unter den Namen „Musiktheater Füssen“ und „Festspielhaus Füssen“ wieder Besuchern offen. Das Haus wurde als Bespieltheater an fremde Veranstalter vermietet. So wurde zum Beispiel die „Volks Rock'n Roll Show“ von Andreas Gabalier im Sommer 2014 dort aufgezeichnet. Seit 2012 findet im Festspielhaus am Geburtstag Ludwig II. eine jährliche „Königsgala“ statt. Im Spätsommer 2016 kehrte das Musical Ludwig² an seinen Originalschauplatz zurück.
Im Sommer 2016 meldete die Betreibergesellschaft des Hauses Insolvenz an.

### Ludwigs Festspielhaus (2017–2020)
Im November 2016 wurde das insolvente Haus samt Grundstück von der Ludwigs Grundbesitz GmbH & Co. KG um den Projektentwickler Jan Dieter Leuze, den Unternehmer Manfred Rietzler und den Rechtsanwalt Henrik Mayer erworben, 2017 wurde Rietzler Alleineigentümer.
Am 1. April 2017 wurde das Theater als „Ludwigs Festspielhaus“ wiedereröffnet. Neben dem Musical Ludwig² gehörten zum Programm weitere Musicals, eine 3D-Bühnenshow, ein Varieté-Festival  sowie einige Kleinkunstveranstaltungen. Auch die Königswinkel Open Airs fanden wieder im Barockgarten des Hauses statt.
Ein Hotelbau auf dem Theatergelände wurde von Finanzier Manfred Rietzler angestrebt. Ein bevorstehendes Bürgerbegehren dagegen führte jedoch zur Abkehr von dieser Idee. 2020 wurde die geplante Bespielung aufgrund der COVID-19-Pandemie zeitweilig ausgesetzt.

### Festspielhaus Neuschwanstein (seit 2020)
Im August 2020 wurde bekannt, dass das Theater seinen ursprünglichen Namen „Festspielhaus Neuschwanstein“ zurückerhalten werde. 2021 fand mit dem Musical Zeppelin erstmals seit dem Ludwig²-Musical von 2005 wieder eine Uraufführung statt. Eine weitere Weltpremiere gab es 2022 mit dem Musical Hundertwasser. In den folgenden Jahren stabilisierte sich die finanzielle Lage des Festspielhauses, auch aufgrund von öffentlichen Fördermitteln. Im Jahr 2024 zählte es insgesamt 200.000 Besucher.

## Ludwigs Musical Academy
Seit 2018 bietet das Festspielhaus unter dem Namen Ludwigs Musical Academy Unterricht für Kinder und Jugendliche an. Die Schulleitung hat Stefanie Gröning. Im Dezember 2018 wurden erste Ergebnisse des Unterrichts in einer Werk-Show gezeigt. Im Sommer 2019 wurde das Musical Cats mit den Schülern der Ludwigs Musical Academy aufgeführt.

## Architektur

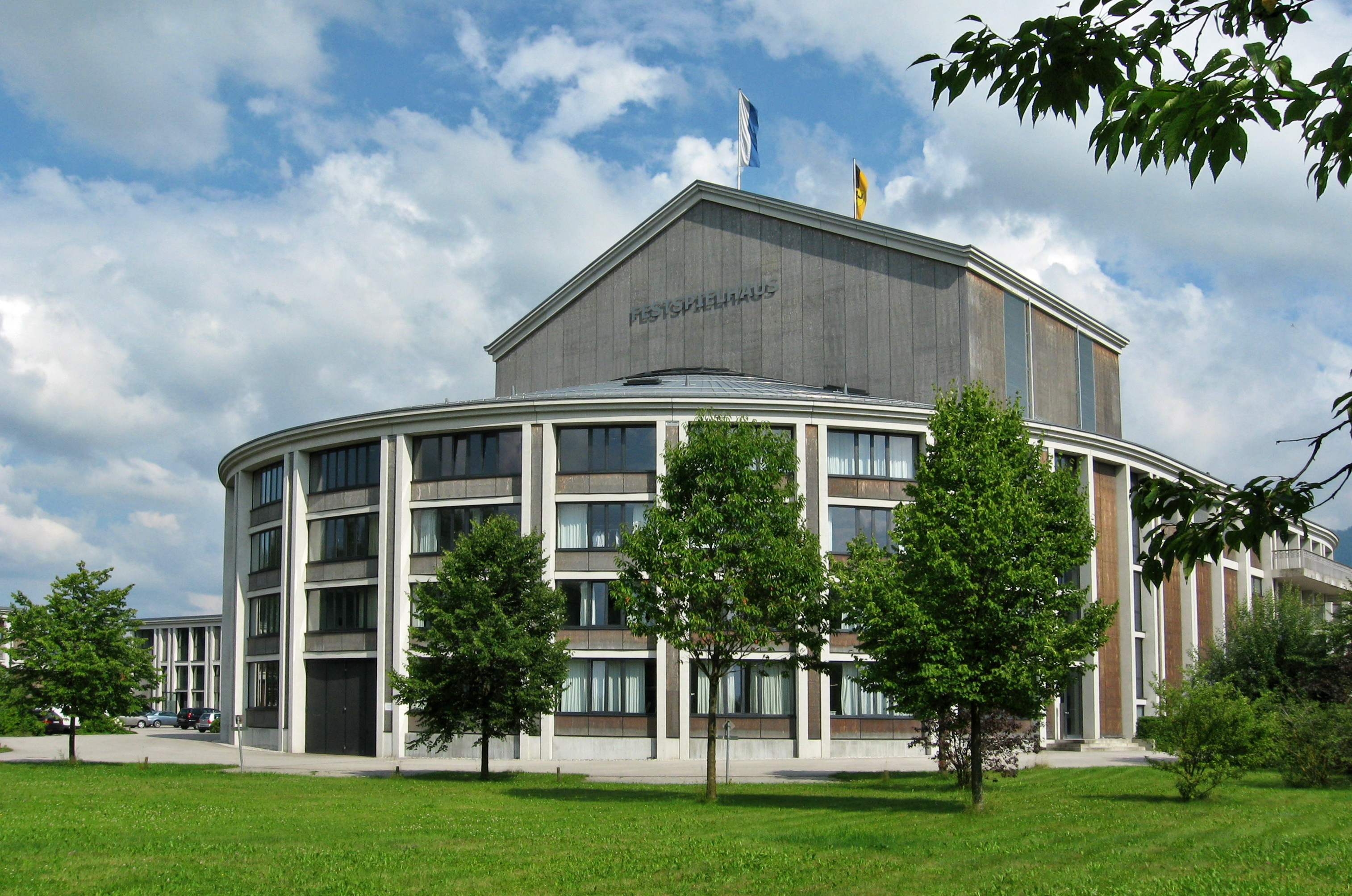
Musiktheater Füssen

Das Gebäude umfasst einen Hauptteil, in dem Auditorium, Bühne, Probebühne, Garderoben, Werkstätten und Büros untergebracht sind, sowie zwei Seitenflügel, die symmetrisch an den Hauptteil angeschlossen sind und Foyers, Gastronomie (Café, Bierwirtschaft mit Biergarten, Restaurant und Deutschlands längster Bar mit 22 Meter) Säle und einen Theatershop enthalten. Das Gebäude ist in seinen größten Ausdehnungen einschließlich der Seitenflügel 160 Meter lang, 80 Meter tief und 32 Meter hoch.
Das Festspielhauses wurde auf einem eigens aufgeschütteten, fast 50.000 m² großen Seegrundstück am Forggensee gebaut. Die Uferlinie wurde parallel zum Gebäude gestaltet und zwischen Gebäude und Ufer ein pseudobarocker Garten angelegt, dessen symmetrische Gestaltung den durch die exakt axiale Ausrichtung des Gebäudes auf das knapp 4000 Meter entfernt gelegene Schloss Neuschwanstein hervorgerufenen Effekt noch verstärkt. In den Sommermonaten ist das Festspielhaus auch mit der Forggensee-Schifffahrt, die eigens eine neue Anlegestelle eingerichtet hat, erreichbar.
Der Zuschauerraum des von Josephine Barbarino entworfenen Festspielhauses ist an die von Gottfried Semper konzipierte und erstmals von Richard Wagner im Festspielhaus der Bayreuther Festspiele verwendete Form des „demokratischen Zuschauerraumes“ angelehnt, das heißt, es gibt keine Logen, sondern amphitheatrisch ansteigende Sitzreihen, die von jedem Platz aus gute Sichtverhältnisse auf die Bühne und damit die Möglichkeit der vollen Konzentration auf das Bühnengeschehen bieten. Insgesamt hat der Zuschauerraum 1350 Sitzplätze.

## König-Ludwig-II.-Glocke
1999 ließ sich ein Großindustrieller und bekennender Fan von König Ludwig II. aus Berg am Starnberger See eine annähernd 10 Tonnen schwere Glocke für sein dortiges Anwesen gießen. Gegossen wurde diese Glocke von der Gießerei Bachert in Heilbronn. Ihre Inschrift erzählt in über 12.000 Buchstaben die Geschichte des bayrischen Märchenkönigs. Inzwischen war auch der Intendant des damaligen König-Ludwig-Musicals in Füssen auf die ungewöhnliche Glocke aufmerksam geworden und zeigte Interesse daran. 2001 wurde die Glocke an ihren neuen Standort am Füssener Festspielhaus transportiert, wo sie von da an zweimal täglich läutete. Nach der Insolvenz des Festspielhauses 2007 wurde die Leihgabe nach Berg zurücktransportiert.

## Theaterleiter
- Benjamin Sahler (seit 2017)